# Erica Fontes
Erica Fontes, née le 14 mai 1991 à Lisbonne, est une actrice pornographique portugaise,.

## Biographie
Erica Fontes a tout juste dix-huit ans quand elle tourne O Diário Sexual da Maria, son premier film pornographique en juin 2009. Elle devient l'égérie de la société Hotgold et la première vedette portugaise du cinéma X. Elle déclare avoir souhaité devenir actrice pornographique depuis l'âge de quatorze ans, prendre du plaisir sur les tournages et apprécier le respect dont elle fait l'objet,.
Elle participe aux festivals érotiques de Porto, Lisbonne ou Barcelone et pose pour l'édition portugaise de Maxim. Elle travaille également aux États-Unis pour Andrew Youngman ou Jim Powers. Elle est en 2012 une des actrices pornographiques les plus populaires et reçoit en janvier 2013 le XBIZ Award de la meilleure actrice étrangère.
Erica Fontes supporte le Sporting Clube de Portugal, ce qui ne l’empêche pas de partager la vie de l'acteur pornographique Ângelo Ferro, adepte du FC Porto.
Elle a fait une apparition dans un film mainstream français se nommant Prêt à tout en 2014

## Distinctions
- 2013 : XBIZ Award – Foreign Female Performer of the Year[9]

## Filmographie
- 2009 : O Diario Sexual da Maria de Óscar Rosmano
- 2010 : Hotgold Erotic Show Lisboa 2009 de Max Cortés
- 2010 : Hotgold Show Eros Porto 2010 de Max Cortés
- 2010 : Casting X 82 de Pierre Woodman
- 2010 : Sofá Vermelho 1 de White Wolf
- 2010 : Bimbi A Maquina do Sexo
- 2010 : Tavares - O Arquitecto Quebra Bilhas de White Wolf
- 2011 : Sofá Vermelho 3 de White Wolf
- 2011 : Top Wet Girls 8 de Christophe Clark
- 2011 : BUR-347 High School Girl 03
- 2011 : Sexxx in the City 1 - Lisbon
- 2011 : Barely Legal 123 de Otto Bauer
- 2011 : Deep Throat This 51
- 2011 : White Chicks Gettin Black Balled 37 de Craven Moorehead
- 2011 : Cuzinho... com a Máquina do sexo de Max Cortés
- 2011 : Erica na mansão das orgias 2011 de White Wolf
- 2011 : Facial Overload de Jonni Darkko
- 2011 : Sexy Girls Like It Big
- 2011 : Naked Dreams 3 d'Andrew Youngman
- 2011 : North Pole 88 de Craven Moorehead
- 2011 : Hardcore Vibes 3 d'Andrew Youngman
- 2011 : High Heels and Panties 2 d'Eddie Powell
- 2012 : Liquid Diet Mick Blue
- 2012 : Fill My Teen Throat
- 2012 : Bangin' The Naughty Spot
- 2012 : Cheerleaders Gone Bad de Miles Long
- 2012 : Crack Fuckers de Kevin Moore
- 2012 : Daddy's Little Runaways
- 2012 : Diesel Dongs 21
- 2012 : Eye Fucked Them All de Erik Everhard
- 2012 : Just the 3 Of Us (compilation)
- 2012 : My Ass Is For The Taking
- 2012 : Stacy Silver's Slime Wave 12
- 2012 : Orgasmatics Power Dildo 12 de Nessa Devil
- 2012 : Race Relations 6
- 2012 : Prince the Penetrator de Jim Powers
- 2012 : Teen Anal Nightmare 3
- 2012 : Drunk Sex Orgy - Lust Auf Sperma-Cocktails?
- 2012 : Girls Like It Hard
- 2012 : Anally Talented de Mike Adriano
- 2012 : I Wanna Buttfuck Your Daughter 12
- 2012 : Hustler's Amateur Action 3 de Mark Zane
- 2012 : My Anal Schoolgirl de Paul Woodcrest
- 2012 : Panty Pops 6 de Kevin Moore
- 2012 : Spandex Loads 4 de Kevin Moore
- 2012 : Naughty Athletics 15
- 2012 : Rocco's World: Feet Obsession de Rocco Siffredi
- 2012 : Sexy Little Things
- 2012 : She Likes It In Her Ass d'Eddie Powell
- 2012 : Slime Wave 12
- 2012 : Spare the Rod 4
- 2013 : Put It In Her Ass 5
- 2013 : Teen Fidelity 7 de Kelly Madison et Ryan Madison
- 2013 : Beautiful Sex